# Маргальо, Валентина
Валентина Маргальо (итал. Valentina Margaglio, 15 ноября 1993, Казале-Монферрато) — итальянская скелетонистка. Призёр этапов Кубка мира. Бронзовый призёр чемпионата мира по скелетону, двукратный бронзовый призёр чемпионатов Европы. 

## Спортивная карьера
Валентина Маргальо родилась в семье итальянцев, выходцев из Кот-д'Ивуара. В детстве и юношестве занималась легкой атлетикой на национальном уровне, участвовала как в беговых, так и в силовых дисциплинах, в частности, в толкании ядра и метании копья.
В 2011 году она начала соревноваться в бобслее в качестве разгоняющей. Приняла участие в Зимних юношеских Олимпийских играх 2012 года в Инсбруке, гдезаняла пятое место в бобслее в паре с Матильдой Пароди. Она также приняла участие в двух гонках на Кубок Европы в 2011 году и в 2015 году.
Валентина перешла в скелетон в 2016 году. Стала выступать за сборную Италии, дебютировав в Кубке европейских чемпионов в январе 2016 года и заняв девятое место в общем зачете по итогам сезона 2019/20 годов. В Межконтинентальном кубке она финишировала двенадцатой.
Дебютировала на этапах Кубка мира в начале сезона 2018/19 годов, 14 декабря 2018 года в Винтерберге, где финишировала двадцатой. 26 ноября 2021 года она впервые в карьере завоевала подиум на этапе Кубка мира, заняв третье место на трассе в Инсбруке. 
Валентина Маргальо с Маттиа Гаспари стали бронзовыми призёрами чемпионата мира в Альтенберге в 2020 году, в скелетон-миксте. 
Она также является обладателем четырех национальных титулов, выигранных в 2016, 2017, 2019 и 2021 годах.